# Rudolfo II de Altdorf
Rudolfo II de Altdorf (927 - 992) foi um nobre da Alta Idade Média Alemã, tendo sido Conde de Altdorf, Suábia.  As origens de Rudolfo II encontram-se no ramo da família dos guelfos originária da Suábia.

## Relações familiares
Foi filho de Rudolfo de Altdorf, conde de Altdorf e casado com Ita de Öhningen (c. 940 - 1000), filha de Conrado I da Suábia e de Richlint da Suábia, de quem teve:
1. Guelfo II de Altdorf (? - 10 de março de 1030), conde de Altdorf.[3][4]

Árvore genealógica baseada no texto: